# Hürbenau
Hürbenau  ist ein abgekommener Ort in der Gemeinde Trumau in Niederösterreich.
Der Ort lag zwischen Trumau, Traiskirchen und Oberwaltersdorf, wurde 1177 erstmals urkundlich erwähnt und bestand 1276 aus 101⁄2 Lehen.